# ライヴ・アット・リーズ
『ライヴ・アット・リーズ』 (Live at Leeds) は、イギリスのロック・バンド、ザ・フーが1970年に発表したライブ・アルバム。1970年2月14日のリーズ大学におけるコンサートの模様を収録したものである。
オリジナル版の収録曲は6曲だが、1995年に発表された「25周年エディション」では15曲に収録曲が増えた。2001年にはコンサートのほぼ全般を収録した「デラックス・エディション」が、さらに2010年には、リリース40周年を記念し、リーズ公演の翌日のハル・シティ・ホール（通称ハル）でのコンサートの模様を追加収録した「コレクターズ・エディション」が発表された。

## 解説
本作はザ・フーにとって初のライブ盤であるが、それまでにもライブ盤を作る計画は何度か立てられており、1968年、3rdアルバム『セル・アウト』に伴うツアーで初のライブ録音が行われた。だが、日増しにセットリストが充実していくのにつれ、録音したものが古く色褪せたものになってしまったためにリリースは見送られた。
1969年、初のロック・オペラ・アルバム『トミー』がリリースされ、それに伴うツアーでもライブ録音が行われた。このツアーでは『トミー』のほぼ全曲をノンストップで再現するという試みがなされ、2時間以上にも及ぶ長尺のコンサートとなり、それだけに録音素材も豊富だったが、80時間という膨大な録音テープの中から最良のものを吟味する作業に疲れ果てたピート・タウンゼントは、再びこの素材も放棄してしまう。なお、ここでの録音素材は、タウンゼントによれば海賊盤として流出するのを避け、全て破棄されたとの事だが、いくつかの音源は現存している。
しかし今回ばかりは諦めずに、1970年2月、リーズ大学にパイ・レコードの移動式スタジオを持ち込んでライブ録音を行った。リーズ公演での録音に問題があった場合を考慮し、翌日のハル公演でも同様に録音が行われた。
2日間のコンサートは非常に盛況で、タウンゼントが後に「最高の観客」と語るほどだった。ロジャー・ダルトリーによれば「ハルの方がリーズよりもすごかった」とのことだが、ハル公演の音源はベースの音が機材のトラブルにより使用できなくなったため、録音状態が良好だったリーズ公演の音源を編集し、1970年5月に『ライブ・アット・リーズ』と題してリリースした。アルバムはこれまでのスタジオ・アルバムでは表現しきれなかったザ・フーのヘヴィな一面がより前面に押し出されている。収録曲は6曲のみであったが、解散後の1984年に『フーズ・ラスト』がリリースされるまでは、ザ・フー唯一の公式ライブ・アルバムであった。
本作からは「サマータイム・ブルース」(エディ・コクランのカバー)がシングル・カットされ、全英38位を記録。B面の「ヘヴン・アンド・ヘル」（ジョン・エントウィッスル作）は、ライブ音源ではなくスタジオ録音バージョンである。

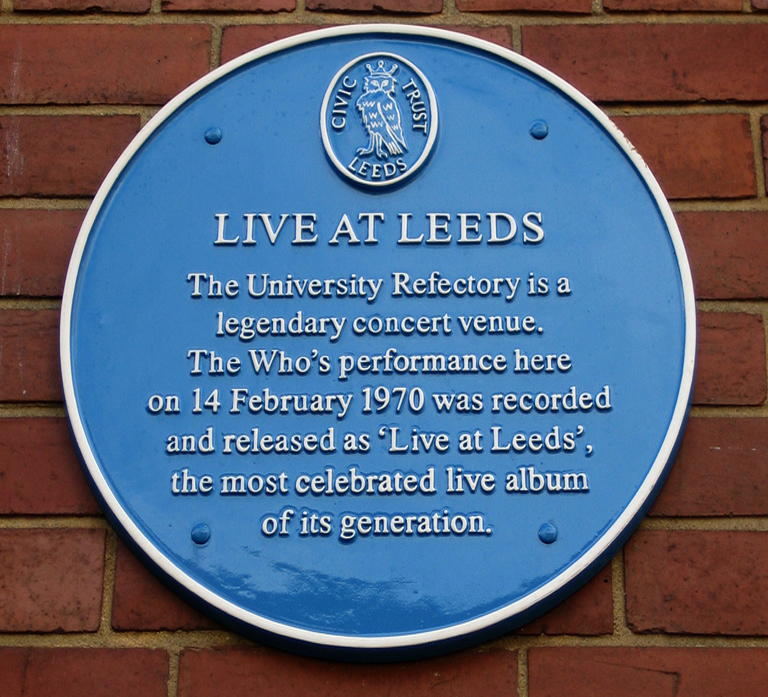
同アルバムを記念してリーズ大学に掲示されているブルー・プラーク

## パッケージ
アルバムのカバーは、無地で薄茶色の厚紙にブロック体で"The Who Live At Leeds"と青または赤のインクでスタンプされており、当時出回っていた海賊盤を模したデザインとなっている。スタンプの色は赤と青のどちらが初回版かは判然としていないが、リイシュー版では大体青色のものが採用されている。また、かなり希少だが黒色スタンプのものも存在し、これはミスプリントの可能性が高い。
オリジナル版では、見開きのジャケットを開封すると両側にポケットがあり、片側にはレコードが、もう片側にはバンドの写真、領収書、ハイ・ナンバーズ時代の宣伝写真、「マイ・ジェネレーション」の歌詞のタイプ打ち、タウンゼントがリッケンバッカーを抱えウインドミル奏法を披露している"Maximum R&B"のポスターなど、様々なガジェットが納められている。
レコード・ラベルは全て手書きになっているが、そこには"Crackling noises OK. Do not correct!"（パチパチというノイズは大丈夫。訂正しないように!）というメッセージも添えられている。このメッセージは1995年のリマスター版以降のものにはない。

## 評価
本作は全英3位、全米4位につける大ヒットとなった。ニューヨーク・タイムズ誌は「史上最高のロック・ライブ・アルバム」と評した。評価が高まるにつれ録音が行われたリーズ大学は聖地と目されるようになり、現在では銘板（ブルー・プラーク）が掲示されている。
『ローリング・ストーン』誌が選んだ「オールタイム・ベスト・アルバム500」と「オールタイム・ベスト・ライヴ・アルバム50」に於いて、それぞれ170位と4位にランクインしている。

## リイシュー
1995年、ザ・フーの全カタログのリマスター・プロジェクトの先陣を切る形で、オリジナル版に8曲を追加した拡大版「25周年エディション」がリリースされた。タウンゼントの義弟にあたるジョン・アストリーがリミックスを担当。この拡大版の製作にあたり、マスターテープの不良で修復不可能な箇所に関しては、新たにボーカルの撮り直しをしたという。以後、リイシュー版はこの25周年エディションのリミックス・バージョンが底本になる。
2001年にはさらに曲が追加され、全33曲のほぼ完全版といえる「デラックス・エディション」がCD2枚組でリリースされた。この版では『トミー』のパートの全てが収録されている。『トミー』のパートはディスク2の方にまとめられており、曲順が実際のセットリストとは異なっている(実際の曲順は、『トミー』のパートは「クイック・ワン」と「サマータイム・ブルース」の間に入る)。おそらく『トミー』を途切れることなく収録するためにこのような形になったと思われるが、これについてはファンの間で賛否両論あった。また、当時演奏されていた「スプーンフル(Spoonful)」（ウィリー・ディクスンのカバー）が権利上の問題により収録できなかったため、本当の意味での完全版とはならなかった。
発売40周年を記念して発表された「コレクターズ・エディション」では、前述の「デラックス・エディション」に加え、長年封印されてきたハル公演の音源を収録した。失われたベースの音源は、リーズ公演のものをミックスさせる事で修復した。CD4枚組に加えオリジナルLP盤、そして7インチシングル「サマータイム・ブルース/ヘヴン・アンド・ヘル」をパッケージした豪華ボックスセットでリリースされている。2012年には、ハル公演のみを抜き出したCD2枚組形態でもリリースされた。
2014年には、iTunesおよびHDTracksで音楽配信された。これまでのリイシュー版とは違い新たなミックスが施され、曲順が実際のセットリスト通りに並べ替えられている。2016年11月、アナログ・ヴィニールLP3枚組でフィジカル・リリース。

## 収録曲
特記なき限りピート・タウンゼント作詞・作曲

### オリジナル版（1970年）
- アナログA面

1. ヤング・マン・ブルース - Young Man Blues (Mose Allison)
2. 恋のピンチ・ヒッター - Substitute
3. サマータイム・ブルース - Summertime Blues (Eddie Cochran, Capehart)
4. シェイキン・オール・オーヴァー - Shakin' All Over (F. Heath)

- アナログB面

1. マイ・ジェネレーション - My Generation
2. マジック・バス - Magic Bus